# Botryche à segments spatulés
Botrychium spathulatum
Espèce
Le Botryche à segments spatulés (Botrychium spathulatum) est une espèce de plantes de la famille des Ophioglossaceae. Elle est endémique d'Amérique du Nord.